# 眞保智絵
- 眞保智絵
- 真保智絵

眞保 智絵（しんぼ ちえ、1965年11月16日 - ）は、日本の銀行家。野村ホールディングス執行役員、野村證券代表取締役副社長。前野村信託銀行社長。神奈川県出身。結婚前の姓「鳥海」と結婚後の姓「眞保（真保）」の両方を用いる。

## 来歴
フェリス女学院中学校・高等学校を経て、早稲田大学法学部に進学。1989年に大学を卒業後、野村証券に女性総合職二期生として入社。同期の総合職300人中、女性は眞保を含めて7人だけだったという。株式担当を長く務め、1996年にはスタンフォード大学経営大学院に留学した。この他、資本市場部、エクイティ部、秘書室等に勤務した。
2005年、女性初の野村ホールディングス社長政策秘書。その後、キャピタル・マーケット部を経て、2010年6月、野村ホールディングス経営企画部長に就任。2012年から執行役員。2014年4月1日付で野村信託銀行取締役兼代表執行役社長に就任、日本の銀行（信託銀行を含む）では初の女性トップとなった。2018年4月野村證券営業部門企画統括専務執行役員。2020年7月、野村ホールディングス執行役員兼コンテンツ・カンパニーカンパニー長を兼任。2023年4月、野村證券代表取締役副社長兼執行役員副社長コンテンツ・カンパニー・サステナビリティ・金融経済教育管掌。野村證券初の女性副社長となる。